# Rymań
Rymań (niem. Roman) – wieś gminna w północno-zachodniej Polsce, położona w województwie zachodniopomorskim, w powiecie kołobrzeskim, w gminie Rymań, przy drodze wojewódzkiej nr 112. Miejscowość jest siedzibą gminy Rymań.
Pod koniec 2009 roku w Rymaniu było zarejestrowanych 77 podmiotów gospodarczych.

## Położenie
Ok. 1 km na północny zachód znajdują się Raciborowskie Góry, przy których znajdują się źródła strugi Wkry. Ok. 1,4 na południe od Rymania płynie struga Rzecznica.

## Historia
Pierwsze wzmianki o wsi Rymań pochodzą z 1269 r. Na początku XIV w. wieś stanowiła lenno rodu Manteufflów i w ich rękach pozostała do połowy XVIII w. W 1743 r. zlicytowany majątek kupił L.J Seld i w 1748 r. odsprzedał go von Wriechenowi. W 1851 r. właścicielem został A. Andrae. Wieś od XIX w. stanowiła dobra rycerskie, które zostały częściowo rozparcelowane. Na przełomie XIX/XX w. Rymań należał do rodziny Hoffmanów, a od 1914 r. do von Dewitza. Rozwój wsi nastąpił w XIX w. i związany był z jej położeniem na szlaku komunikacyjnym Szczecin-Gdańsk oraz ze wzrostem znaczenia transportu drogowego.
W Rymaniu pochowany został por. Gustaw Dach, ps. "Wołyniak" (1924-2022) - walczący z okupantem niemieckim i sowieckim w szeregach Związku Walki Zbrojnej - Armii Krajowej oraz Narodowego Zjednoczenia Wojskowego.

## Zabudowa wsi
W centrum wsi Rymań znajduje się skupisko starszej zabudowy z kilkoma budynkami o większych walorach architektonicznych. W północnej części występuje zabudowa mieszana: małe osiedle popegeerowskie, zabytkowy pałac (hotel) z parkiem, zabudowa popegeerowska inwentarska i gospodarcza, kościół, zabudowa mieszkalna jednorodzinna wzdłuż drogi oraz wielorodzinna, zespół usług handlowych, była stacja kolejowa, piekarnia, kotłownia, baza magazynowa, zabudowa mieszkaniowa z funkcjami usługowymi oraz stacja paliw. W części południowo-zachodniej, przy drodze krajowej nr 6 stara zabudowa zagrodowa i jednorodzinna, w tym motel i restauracja, w kierunku południowym cmentarz, placówki oświatowe i usług zdrowotnych, nowa siedziba urzędu gminy, wielorodzinne osiedle mieszkaniowe, ogrody działkowe oraz oczyszczalnie ścieków. W części południowo-wschodniej niewielki zespół starej zabudowy mieszkaniowej, osiedle wielorodzinne, tereny przemysłowe. W kierunku wschodnim nowe osiedle budownictwa jednorodzinnego, stadion sportowy, tereny mieszkaniowe budownictwa jednorodzinnego.

## Zabytki
W południowo-zachodniej części wsi znajduje się założenie pałacowo-parkowe z drugiej połowy XVIII w, z przebudowanym na przełomie XIX i XX w, parterowym pałacem, krytym  dachem naczółkowym z lukarnami. Od frontu znajduje się dwupiętrowy ryzalit z głównym wejściem, który obramowują masywne pilastry, zwieńczony frontonem z herbami rycerskimi między oknami na wysokości drugiego piętra. Pałac posiada dwupiętrową przybudówkę, po prawej stronie, połączoną z nim parterowym łącznikiem. W skład założenia wchodzą: pałac, dziedziniec z otaczającymi go budynkami gospodarczymi, zadrzewienia typu parkowego i leśnego. Zarówno pałac jak i park wpisane są do rejestru zabytków.

## Przyroda
Na terenie Rymania znajduje się 5 pomników przyrody:
- dąb szypułkowy (obw. 300 cm, wiek 150 lat) – niedaleko motelu „Polonez”,
- buk zwyczajny odmiana czerwono listna (obw. 300 cm) – na skrzyżowanie ul. Szkolnej i Koszalińskiej,
- dąb szypułkowy (obw. 430 cm, wiek 150 lat), działka na północny wschód od pałacu,
- dąb szypułkowy (obw. 380 cm, wiek 150 lat),
- buk zwyczajny odmiana czerwonolistna (obw. 280 cm, wiek 150 lat) – przy pałacu.

## Administracja
Wieś jest siedzibą sołectwa Rymań, w którego skład wchodzą również miejscowości: Bukowo, Gołkowo, Starza. Sołectwo Rymań zajmuje powierzchnię 2057,6 ha.